# Cadmi(II) hydroxide
Cadmi(II) hydroxide là một hợp chất vô cơ có công thức hóa học Cd(OH)2. Đây là một hợp chất có tinh thể trắng, là thành phần chính của pin Ni–Cd.

## Cấu trúc, điều chế và phản ứng
Cadmi(II) hydroxide có cấu trúc giống như Mg(OH)2, bao gồm các tấm kim loại hình bát diện được bao quanh bởi các hình khối bát diện của các phối tử hydroxide.
Nó được sản xuất bằng cách xử lý cadmi(II) nitrat với natri hydroxide:
Cd(NO3)2 + 2NaOH → Cd(OH)2↓ + 2NaNO3
Việc điều chế từ muối cadmi khác phức tạp hơn.
Cd(OH)2 và CdO tương đương nhau. Cadmi(II) hydroxide là hydroxide cơ bản hơn kẽm(II) hydroxide. Nó tạo thành phức anionic Cd(OH)2−
4 khi xử lý với dung dịch soda ăn da. Nó tạo thành các phức hợp với ion cyanide, thiocyanat và amoni khi thêm vào các dung dịch của các ion này. Cadmi(II) hydroxide phân hủy khi bị nung, tạo ra cadmi(II) oxide. Sự phân hủy bắt đầu ở 130 ℃ và kết thúc ở 300 ℃. Phản ứng với acid khoáng (HX) tạo ra muối cadmi(II) tương ứng (CdX2). Với acid hydrochloric, acid sulfuric và acid nitric, các sản phẩm này là cadmi(II) chloride, cadmi(II) sulfat và cadmi(II) nitrat.

## Ứng dụng
Nó được dùng để sản xuất trong ắc quy lưu trữ, trong pin nickel-cadmi và bạc-cadmi trong khi xả:
2NiOOH + 2H2O + Cd → Cd(OH)2↓ + Ni(OH)2↓